# بخش گرین (شهرستان همیلتون، اوهایو)
بخش گرین (به انگلیسی: Green Township) یک منطقهٔ مسکونی در ایالات متحده آمریکا است که در شهرستان همیلتون، اوهایو واقع شده‌است.
 بخش گرین ۷۲٫۲ کیلومتر مربع مساحت و ۵۸٬۳۷۰ نفر جمعیت دارد و ۲۷۲ متر بالاتر از سطح دریا واقع شده‌است.